# Gara Rrogozhina
Gara Rrogozhina (în albaneză Stacioni i trenit Rrogozhinë) este gara care deservește Rrogozhina, un oraș din regiunea Tirana, în Albania.
Gara a fost deschisă pe 7 noiembrie 1947, odată cu inaugurarea liniei de cale ferată de la Durrës la Peqin, prima cale ferată cu ecartament normal din Albania. Rrogozhina a rămas cea mai sudică gară din Albania până în 1968, când a fost finalizată o ramificație către Fier.